# Emmanuel Antwi
Emmanuel Antwi (* 5. května 1996) je ghanský fotbalista. Momentálně působí v druholigovém fotbalovém klubu 1. FK Příbram.

## Kariéra
Začínal v ghanském klubu Liberty Professionals Accra F.C., poté hostoval v 1. FC Slovácko, kde se nedokázal prosadit. Nakonec se do Česka vrátil, protože mu přišla nabídka na přestup do SK Slavia Praha, kterou přijal a byl zařazen do juniorky, kde se mu dařilo, nechtěl však hrát jenom za juniorku. Proto dostal svolení k hostování a šel hostovat do tehdy druholigové SK Sigmy Olomouc, kde si připsal 13 startů a 1 gól. Po roce se vrátil zpět do SK Slavia Praha a poté šel na hostování do 1. FK Příbram, kde byl přeřazen do juniorky a po 9 zápasech byl vytažen do A-týmu Příbrami. Jeho hodnota se pohybuje okolo 50 000 €.[zdroj?]